# 제주첨단과학기술단지
제주첨단과학기술단지(영어: Jeju Science Park)는 제주특별자치도 제주시 아라동에 조성된 국가산업단지이다.

## 개요
1단지는 준공되었으며 조성 사업은 2005년부터 시작하여 2010년에 준공되었다. 1단지는 첨단로를 기준으로 동, 서로 나뉘며 동쪽에는 산업시설용지와 지원시설용지가 서쪽에는 행복주택과 공공임대주택, 단독주택, 아파트가 대부분을 차지한다. 총 면적은 1,098,878m2이며 산업용지는 37.8%, 주거시설용지 15.5%, 지원시설용지와 공공시설용지가 각각 2.5%와 44.2%이다.  
2단지는 착공 준비 중이다. 2단지내에는 아직 영주고등학교만 위치해있다.  

## 시설
- 제주국제자유도시개발센터 (엘리트빌딩)
- 지식산업센터 (스마트빌딩)
- KAIST친환경스마트자동차연구센터

## 특성

### 입지 여건
- 제주국제공항, 제주항, 제주시청, 제주대학교가 반경 10 km 내에 위치해있다.[1]
- 두 단지에 어린이집 1개원과 고등학교 1개교가 있으며, 초등학교 1개교가 설립예정이다.